# ФК Динамо (Брест)
„Динамо (Брест)“ футболен клуб от областния град Брест, Беларус.
Отборът е основан под името „Спартак“, а в периода 1973-1975 е носил името на река Буг. Печели националната купа от 2007 г.
През сезон 2009-2010 тимът влиза в новините с участието на 56-годишния шампион на СССР с Динамо Минск Юрий Пудишев, а след това може да се похвали и с бившия сенегалски национал Паскал Менди.
През 2012 се преименува от „Динамо“ на ФК „Брест“.

## Успехи
- Златни медали от Беларуска висша лига: 2019
- Носител на Купа на Беларус (3): 2007, 2017, 2018
- Носител на Суперкупа на Беларус (3): 2018, 2019, 2020

## Български футболисти
- Любен Николов: 2013/14 - (53 мача - 0 гола)